# Moore bei Buxtehude
Die Moore bei Buxtehude sind ein etwa 1317 Hektar großes Natur- und EU-Vogelschutzgebiet in den Harburger Elbmarschen (naturräumliche Haupteinheit 670) im Landkreis Harburg und Landkreis Stade.

## Allgemeines
Die Fläche, die zugleich EU-Vogelschutzgebiet ist, wurde im Jahr 2006 unter Naturschutz gestellt und liegt zu einem Drittel im Landkreis Harburg und zu zwei Dritteln im Landkreis Stade. Es grenzt im Westen an Buxtehude, im Norden an Rübke und im Süden und Osten an Neu Wulmstorf. Nach Osten schließt sich direkt das auf Hamburger Gebiet liegende Naturschutzgebiet Moorgürtel an. Von Ost nach West wird es von der Niederelbebahn und zukünftig auch von der Bundesautobahn 26 durchzogen.
Zum Naturschutzgebiet gehören unter anderem das Ostmoor, das Harzmoor und das Wulmstorfer Moor, der Rübker Bruch sowie die dazwischen liegenden Grünflächen. Sie liegen im Übergangsbereich zwischen Marsch und Geest und bilden ausgedehnte Nieder- und Hochmoore. Besondere Bedeutung hat das Naturschutzgebiet erlangt, weil es das größte Brutgebiet des stark gefährdeten Wachtelkönigs in Niedersachsen darstellt.
Typisch für das Gebiet ist das kleinräumige Mosaik aus Wiesen, Mähweiden, Weiden und Brachflächen mit teilweise hohem Grundwasserstand, das von einem engmaschigen Grabensystem durchzogen wird. Birken- und Bruchwald, Hecken, Gebüsche und Einzelbäume ergänzen das Bild. Die im Süden und Westen liegende Hälfte der Flächen wird intensiv als Grünland und als Ackerfläche bewirtschaftet. Die naturnahen Flächen sind vor allem im Norden und im Osten zu finden.
Das Naturschutzgebiet trägt das Kennzeichen NSG LÜ 271. Zuständige untere Naturschutzbehörden sind die Landkreise Harburg und Stade.

## Bilder

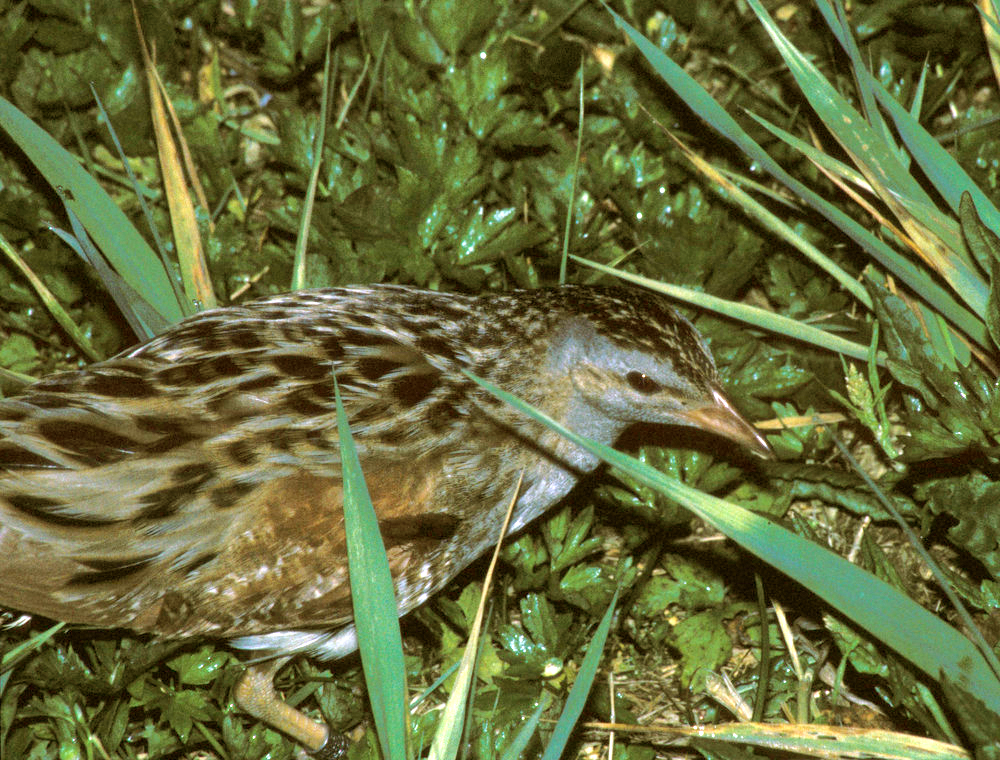
Wachtelkönig (Crex crex)
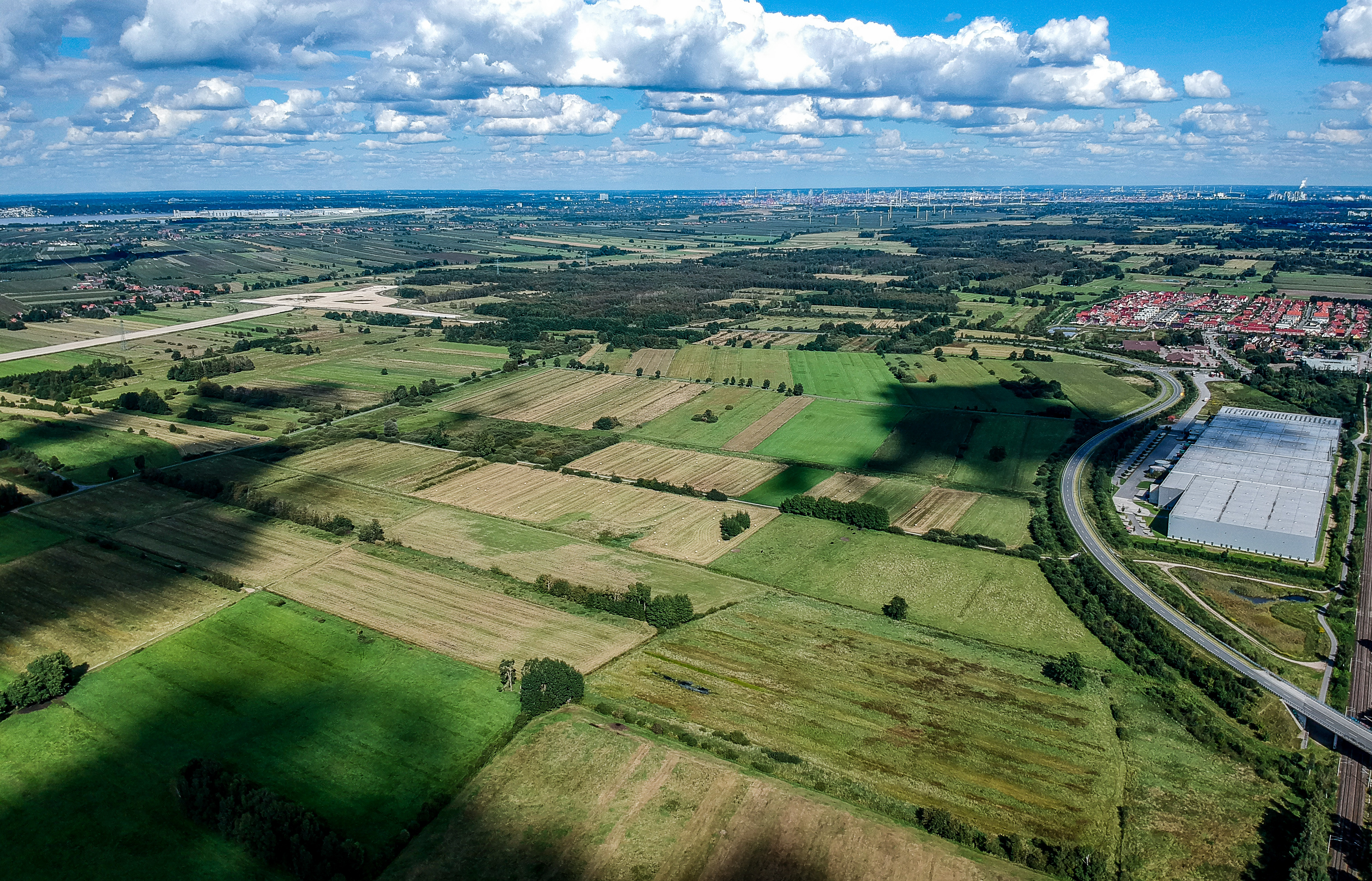
Rübker Moor zwischen A26 und Neu Wulmstorf, im Hintergrund das Hamburger NSG Moorgürtel
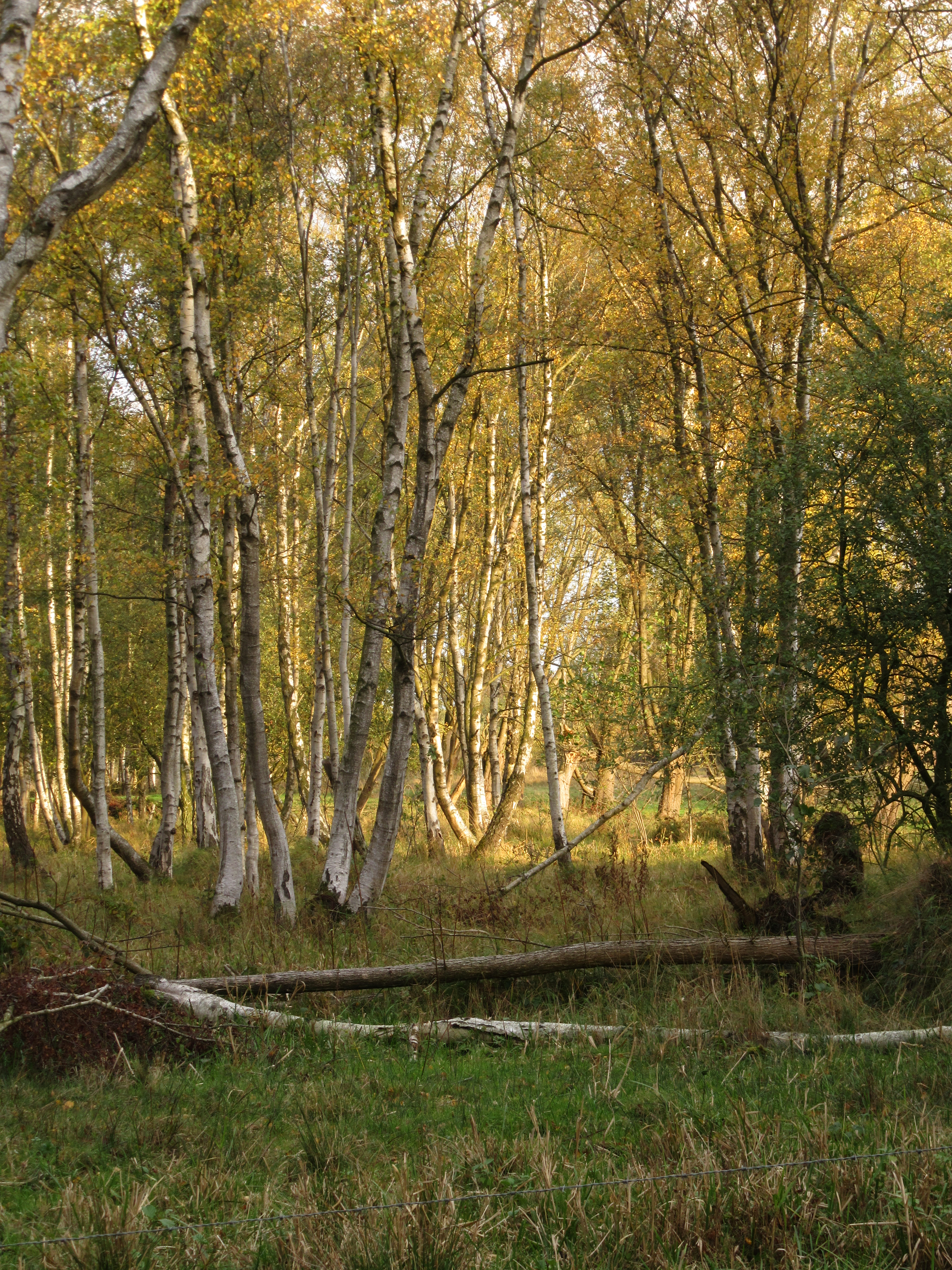